# 스가모 아동 방치 사건
스가모 아동 방치 사건(일본어: 巣鴨子供置き去り事件, すがもこどもおきざりじけん)는 1988년 일본의 도쿄도 도시마구의 한 주택에서 벌어진 아동 방치 사건이다. 아버지가 모두 다른 5명의 아이들을 낳았다. 셋째는 태어나고 얼마 안돼 죽어 아이 엄마는 사체를 집안에 보관했다. 나머지 네 아이들 모두 출생신고도 하지 않은 아이들 엄마는 생활비를 가끔 줄 뿐 수년 간 가출하여 아이들끼리 집안에서 살았던 전형적인 방임, 방치한 아동 학대 사건이다. 이 사건으로 다섯째가 폭행으로 보호 받지 못해 죽었으며 아이들 모두가 영양실조로 발견되었다. 당시 일본 국내는 물론 전세계 언론의 주목을 받았으며 2004년에는 이 사건을 기반으로 한 영화 《아무도 모른다》가 개봉되기도 했다.
엄마와 아이들의 이름은 알려진 바 없으나, 본 문서에서는 편의 상 첫째, 둘째, 셋째, 넷째, 다섯째(막내)로 칭하도록 한다.

## 경위

### 배경
1973년 무렵 첫째(남)가 태어났고, 1979년에는 첫째의 아버지가 다른 여자를 만나면서 대출을 받게 되었고 이후 이로 인한 부담 때문인지 어디론가 자취를 감췄다. 당시 첫째는 학교에 갈 나이가 되어있었다. 그러나 취학통지가 오지 않자 어머니가 관공서를 방문, 아버지가 혼인신고 및 출생신고를 하지 않았던 사실을 알게 된다.
1981년에는 둘째(여)가 태어났다. 이후, 아이는 모두 집에서 출산하고 출생신고 역시 하지 않았다.

1984년 10월경에는 셋째(남)가 태어났지만 생후 얼마 되지 않아(1984년 2월경) 병으로 사망, 엄마는 시신을 비닐로 싸서 악취제거제와 함께 박스에 넣어 벽장에 두는 방법을 택한다.

이어 1985년경에는 넷째 (여)가, 1986년경에는 다섯째(여)가 태어나 네 아이를 두게 되었다.

1987년 가을 무렵 어머니는 남자친구와 동거하기 위해 첫째에게 현금 5만 엔 (당시 환율로 28만 원)을 쥐고는 동생들을 잘 돌봐 달라고 맡기고 집을 나섰다. 이후로도 송금을 하는가 하면 가끔 모습을 비추기도 하였다.

### 발견
1988년 4월, 다섯째(당시2세)가 울음을 그치지 않자, 첫째와 그 친구들이 화가 나 옷장 위에서 몇 번이고 떨어뜨리는 폭행을 가해 다섯째는 그 자리에서 사망했다.
7월 17일, 집 주인이 불량배들의 집합소가 되어있다고 경찰서에 신고하면서 스가모 경찰서 직원이 아파트 방을 찾아갔고, 그곳에서 첫째(14~15세 추정, 이하 동일)와 둘째(7세), 넷째(3세)의 세 아이가 방치되어 있는 광경과 백골화 된 셋째(남)의 시신을 발견하였다. 아이들을 돌봐야 할 부모의 모습은 보이지 않았다. 발견 당시 둘째와 넷째는 쇠약한 상태였기 때문에 다음날 복지원에 넘겨졌다.
당시 경찰은 첫째를 조사하며 상황 파악에 나섰지만 애매한 점이 많았고, 둘째의 진술을 통해 첫째가 동생을 돌보고 있었던 것 같다는 추측을 세웠다.
아이들은 편의점 도시락 등의 정크푸드로 생활을 이어갔었기 때문에 영양실조에 걸려있었고 출생신고가 되어있지 않다는 사실이 언론에 보도되었다.
첫째는 낮에 놀고 있는 날이 많았는데, 이를 의아하게 생각한 어른들이 "너 어느 초등학교 다니니?"라 물을 때마다 항상 "릿쿄 초등학교"라고 대답하였다. 이는 어머니가 그렇게 대답하도록 지도한 것.
7월 23일, TV 뉴스를 통해 사건 소식을 접한 아이들의 어머니가 자진 출두하였다. 경찰은 어머니의 진술을 통해 9개월 전에 집을 나왔으며 다섯째가 실종 상태에 있음을 알게 된다. 이후 25일 첫째의 증언을 통해 다섯째는 첫째의 친구들에게 폭행을 당해 사망했고, 시신은 지치부시의 어느 덤불에 유기 되었다는 사실을 파악하였다.
1988년 8월 어머니는 보호책임자 유기치사 혐의로 체포 및 기소되었고, 징역 3년에 집행유예 4년의 판결을 받았다. 첫째는 막내의 사망에 관여하였다고 보고 상해치사 및 시신유기죄로 도쿄 가정법원에 송치되지만 제대로 된 학교 교육을 받아본 적이 없던 점 등을 고려해 고아원에 보내졌다. 3년 후 어머니는 출소하여 둘째, 넷째에 대한 양육권을 부여받았다. 아사히 신문 토요일판 '영화 여행자'에 따르면 첫째는 학교 생활을 보내며 바로 잡아 학생회장이 됐다고 한다. 사건 이후 어머니와 만난 적은 한 번도 없었던 것 같다.

## 문화적 영향
이 사건을 바탕으로 2004년 고레에다 히로카즈 감독의 영화 《아무도 모른다》가 제작되었다. 다만 실화 그대로의 재연이 아닌 가상의 줄거리이며 실화보다는 덜 음울하게 그려낸 작품이다. 넷째는 여아가 아닌 남아로 그려졌으며, 영화에서는 사망한 뒤 어머니가 아파트에 시신을 방치해뒀던 차남에 대해서도 언급이 없다. 또 다섯째 역시 첫째의 친구들의 폭행으로 사망한 것이 아닌, 사고로 머리를 다쳐 죽은 것으로 그려진다. 영화의 결말에서도 경찰은 끝까지 오지 않고, 첫째와 사귀는 친구의 도움을 받아 세 아이들이 궁핍한 삶을 근근히 이어가는 것으로 마무리된다.
가수 오오모리 야스코는 이 사건을 모티브로 삼은 곡인 <파란 방> (青い部屋)을 발표하기도 했다.

## 같이 보기
- 오사카 아동 방치 살해 사건

## 관련 사건
- 칠곡 계모 아동학대 사망 사건
- 오사카 아동 방치 살해 사건
- 노다 소학교 4학년 여아 학대 사건